# 桑佩雷
桑佩雷（義大利語：Sampeyre）是意大利库内奥省的一个市镇。总面积98平方公里，人口1098人，人口密度11.2人/平方公里（2009年）。ISTAT代码为004205。